# Zengő Motorsport
La Zengő Motorsport è una scuderia automobilistica ungherese con sede a Budapest, fondata da Zoltán Zengő. Attualmente partecipa alla coppa del mondo turismo. Nel 2009 e 2010 ha vinto il titolo nella SEAT León Eurocup.

## Carriera

### WTCC

#### SEAT León TDI (2010)
Il team corse con una SEAT León 2.0 TDI alla loro prima stagione di WTCC, nel 2010, con Norbert Michelisz come portacolori del team Zengõ-Dension. Il team non poté prendere parte del Trofeo Yokohama per gli Indipendenti a causa di una protesta degli altri team appena prima dell'inizio della stagione, lamentandosi del fatto che Zengõ avesse un sostanziale supporto da SEAT Sport. Ottenne punti alla prima gara di sempre in WTCC, quando Michelisz concluse gara-1 in Brasile al 10º posto. Michelisz partì 2º dietro Andy Priaulx in gara-2 del Marocco, ma stallò il motore della sua vettura in partenza e concluse nuovamente 10°. Un'altra volta 2º dietro a Priaulx in gara-2 in Belgio, ma una partenza lenta lo relegò solo all'8º posto al termine del primo giro, anche se poi riuscì ad arrivare 6°. Micheliszpartì in prima fila nuovamente in gara-2 in Portogallo e sorpassò il poleman Fredy Barth alla partenza. Stette in testa alla gara fino al quarto giro quando fu superato dal pilota Chevrolet RML Alain Menu. Michelisz si ritirò successivamente dalla corsa a causa di problemi alla pompa idraulica.. Michelisz si ritirò da gara-1 in Repubblica Ceca dopo una collisione con Colin Turkington dopo la prima safety car, coinvolgendo anche il leader del campionato Yvan Muller. Michelisz concluse 8° in gara-1 in Germania e stavolta partì dalla pole position in gara-2. Venne passato alla partenza da Priaulx e poi si scontrò con Tiago Monteiro precipitando in classifica. Risalì fino all'8º posto quando la sua rimonta venne bloccata da Robert Huff e scese nuovamente all'11º posto, posizione in cui concluse la gara. Dopo che i piloti del BMW Team RBM vennero squalificati dalla gara del Giappone, Mischelisz si ritrovò 3° in gara-1 e ottenne il primo podio per Zengõ Motorsport nel WTCC. Michelisz vinse l'ultima gara della stagione a Macao. Concluse il campionato al 9º posto.

#### BMW 320 TC (2011–2012)
Per il 2011 il team cambiò le sue vetture, scegliendo la BMW 320 TC e prese parte al Trofeo Yokohama per gli indipendenti. La squadra decise di saltare il primo evento della stagione, la gara del Brasile poiché scelse di testare la vettura prima di correre. Michelisz partì 4° in Italia, a Monza, il pilota più veloce tra gli indipendenti. Concluse gara-1 al 4º posto dopo essere stato 3° fino all'ultimo giro quando fu sorpassato da Monteiro alla Parabolica, l'ultima curva. Il miglior risultato del team arrivò in Ungheria, dove Michelisz concluse gara-1 al 2º posto. Non si ripeté, però, in gara-2, quando Michelisz si eliminò da solo alla partenza nel tentativo di superare Kristian Poulsen e finì 15°, ultimo dei classificati. Dopo aver ottenuto il 5º tempo nelle qualifiche in Repubblica Ceca, Michelisz venne retrocesso in fondo al gruppo in quanto il team lo mandò in pista con la vettura sottopeso.. Dopo altri arrivi a punti in Spagna, Giappone e a Macao, Michelisz concluse la stagione al 9º posto assoluto e Zengõ 4° nel Trofeo Yokohama.
Il team schierò due BMW 320 TC all'inizio della stagione 2012, con Gábor Wéber che raggiunse Michelisz nella squadra. Il precedente sponsor Dension uscì dal WTCC, conseguentemente la scuderia cambiò denominazione in Zengõ Motorsport. Michelisz partì dalla pole position in gara-2 in Italia e guidò la corsa fino al settimo giro quando colpì un piccione in pista. Dopo questo fatto, iniziò a scendere in classifica concludendo 8º. Problemi finanziari costrinsero Wéber a saltare l'evento in Marocco e il team dovette correre con una sola vettura. Wéber tornò in Slovacchia, dove Michelisz conquistò la prima pole position sia personale sia per il team in WTCC, partendo al palo accanto ad Aleksei Dudukalo. Concluse 6° dopo un contatto con il compagno di Dudukalo, Gabriele Tarquini, alla partenza. Zengõ Motorsport e Michelisz ottennero la vittoria in gara-2 in Ungheria, di fronte al proprio pubblico di casa. La squadra corse nuovamente con una sola vettura in Brasile poiché Wéber ebbe problemi di sponsor. La gara del Brasile vide Michelisz ottenere la leadership nel Trofeo Yokohama davanti a Pepe Oriola. Un paio di arrivi a podio negli Stati Uniti furono gli ultimi due arrivi a punti per la classifica assoluta in tutta la stagione per il team. Michelisz non riuscì a segnare punti in gara-1 in Gara di WTCC del Giappone 2012 e si girò in gara-2. A Michelisz fu assegnato una penalità drive through per aver causato un incidente alla seconda curva in Cina e concluse 15°. Nonostante non abbia finito la gara a Macao, Michelisz vinse il Trofeo Yokohama per Indipendenti. Zengõ Motorsport concluse 5° nello stesso trofeo, una posizione più in basso della stagione precedente.

#### Honda Civic (2013–)
Zengő Motorsport restò in WTCC anche nel 2013, schierando stavolta una Honda Civic 1.6T preparata dal team JAS Motorsport. Michelisz rimase come unico pilota rappresentante del team.

### ETCC
Zengő Motosport entrò nel campionato europeo turismo nel 2013 con un paio di SEAT León Supercopa a lottare per il trofeo con Ferenc Ficza e Norbert Nagy. Il nuovo Zengõ Junior Team si sarebbe unito con la MNASZ Track Racing.

## Risultati

### Campionato del mondo turismo
| Anno | Vettura          | Pilota            | 1         | 2         | 3         | 4         | 5        | 6         | 7        | 8         | 9        | 10        | 11        | 12       | 13        | 14        | 15       | 16        | 17       | 18        | 19       | 20         | 21        | 22        | 23       | 24        | PP  | Punti | PS | Punti |
| ---- | ---------------- | ----------------- | --------- | --------- | --------- | --------- | -------- | --------- | -------- | --------- | -------- | --------- | --------- | -------- | --------- | --------- | -------- | --------- | -------- | --------- | -------- | ---------- | --------- | --------- | -------- | --------- | --- | ----- | -- | ----- |
| 2010 | SEAT León TDI    | Norbert Michelisz | BRA 1 10  | BRA 2 9   | MAR 1 7   | MAR 2 10  | ITA 1 19 | ITA 2 8   | BEL 1 6  | BEL 2 7   | POR 1 7  | POR 2 Rit | GBR 1 9   | GBR 2 7  | CZE 1 Rit | CZE 2 14  | GER 1 8  | GER 2 11  | SPA 1 11 | SPA 2 12  | GPN 1 3  | GPN 2 7    | MAC 1 5   | MAC 2 1   |          |           | 9°  | 104   | -  | 0     |
| 2011 | BMW 320 TC       | Norbert Michelisz | BRA 1     | BRA 2     | BEL 1 7   | BEL 2 8   | ITA 1 4  | ITA 2 7   | UNG 1 2  | UNG 2 15  | CZE 1 8  | CZE 2 15  | POR 1 8   | POR 2 4  | GBR 1 NC  | GBR 2 12  | GER 1 15 | GER 2 Rit | SPA 1 7  | SPA 2 6   | GPN 1 15 | GPN 2 9    | CIN 1 11  | CIN 2 Rit | MAC 1 8  | MAC 2 9   | 9°  | 88    | 4° | 113   |
| 2012 | BMW 320 TC       | Norbert Michelisz | ITA 1 9   | ITA 2 8   | SPA 1 7   | SPA 2 4   | MAR 1 9  | MAR 2 Rit | SVC 1 6  | SVC 2 6   | UNG 1 7  | UNG 2 1   | AUT 1 9   | AUT 2 5  | POR 1 4   | POR 2 10  | BRA 1 9  | BRA 2 5   | USA 1 3  | USA 2     | GPN 1 13 | GPN 2 Rit  | CIN 1 15  | CIN 2 24  | MAC 1 NC | MAC 2 21† | 6°  | 155   | 5° | 101   |
| 2012 | BMW 320 TC       | Gábor Wéber       | ITA 1 17† | ITA 2 11  | SPA 1 17  | SPA 2 Rit | MAR 1    | MAR 2     | SVC 1 9  | SVC 2 Rit | UNG 1 10 | UNG 2 17  | AUT 1 12  | AUT 2 12 | POR 1 Rit | POR 2 12  | BRA 1    | BRA 2     | USA 1    | USA 2     | GPN 1    | GPN 2      | CIN 1     | CIN 2     | MAC 1    | MAC 2     | 23° | 3     | 5° | 101   |
| 2013 | Honda Civic WTCC | Norbert Michelisz | ITA 1 8   | ITA 2 22  | MAR 1 Rit | MAR 2 15† | SVC 1 3  | SVC 2 21  | UNG 1 2  | UNG 2 8   | AUT 1 14 | AUT 2 3   | RUS 1 3   | RUS 2 5  | POR 1 Rit | POR 2 NP  | ARG 1 7  | ARG 2 5   | USA 1 20 | USA 2 3   | GPN 1    | GPN 2 Rit  | CIN 1 10  | CIN 2 3   | MAC 1 4  | MAC 2 Rit | 6°  | 185   | 4° | 87    |
| 2014 | Honda Civic WTCC | Norbert Michelisz | MAR 1 9   | MAR 2 NP  | FRA 1 7   | FRA 2 8   | UNG 1 6  | UNG 2 10  | SVC 1 3  | SVC 2 C   | AUT 1 9  | AUT 2 4   | RUS 1 9   | RUS 2 7  | BEL 1 7   | BEL 2 7   | ARG 1 2  | ARG 2 7   | PEC 1 6  | PEC 2 5   | CIN 1 5  | CIN 2 4    | GPN 1 4   | GPN 2 3   | MAC 1 2  | MAC 2 4   | 4°  | 201   | 2° | 164   |
| 2015 | Honda Civic WTCC | Norbert Michelisz | ARG 1 6   | ARG 2 7   | MAR 1 8   | MAR 2 11  | UNG 1 8  | UNG 2 1   | GER 1 4  | GER 2 Rit | RUS 1 7  | RUS 2 3   | SVC 1 Ret | SVC 2 8  | FRA 1 6   | FRA 2     | POR 1 3  | POR 2 4   | GPN 1 2  | GPN 2 14† | CIN 1 6  | CHìIN 2 11 | THA 1 Rit | THA 2 12  | QAT 1 7  | QAT 2 3   | 6°  | 193   | 3° | 161   |
| 2016 | Honda Civic WTCC | Ferenc Ficza      | FRA 1     | FRA 2     | SVC 1 Rit | SVC 2 NP  | UNG 1 SQ | UNG 2 SQ  | MAR 1 SQ | MAR 2 SQ  | GER 1 12 | GER 2 13  | RUS 1 15  | RUS 2 9  | POR 1 14  | POR 2 15  | ARG 1    | ARG 2     | GPN 1 18 | GPN 2 18  | CIN 1 14 | CIN 2 16   | QAT 1 13  | QAT 2 11  |          |           | 21° | 2     | 5° | 74    |
| 2016 | Honda Civic WTCC | Dániel Nagy       | FRA 1     | FRA 2     | SVC 1     | SVC 2     | UNG 1    | UNG 2     | MAR 1    | MAR 2     | GER 1    | GER 2     | RUS 1     | RUS 2    | POR 1 17  | POR 2 Rit | ARG 1 15 | ARG 2 17  | GPN 1 15 | GPN 2 19  | CIN 1 15 | CIN 2 18   | QAT 1 11  | QAT 2 15  |          |           | NC  | 0     | 5° | 74    |
| 2017 | Honda Civic WTCC | Aurélien Panis    | MAR 1 10  | MAR 2 Rit | ITA 1 NP  | ITA 2 12  | UNG 1 10 | UNG 2 14  | GER 1 13 | GER 2 12  | POR 1 11 | POR 2 16† | ARG 1     | ARG 2    | CIN 1     | CIN 2     | GPN 1    | GPN 2     | MAC 1    | MAC 2     | QAT 1    | QAT 2      |           |           |          |           | 18° | 2     | 6° | 61    |
| 2017 | Honda Civic WTCC | Zsolt Szabó       | MAR 1     | MAR 2     | ITA 1     | ITA 2     | UNG 1    | UNG 2     | GER 1    | GER 2     | POR 1    | POR 2     | ARG 1 13  | ARG 2 15 | CIN 1 SQ  | CIN 2 SQ  | GPN 1 17 | GPN 2 16  | MAC 1 16 | MAC 2 10  | QAT 1 16 | QAT 2 15   |           |           |          |           | 20° | 1     | 6° | 61    |
| 2017 | Honda Civic WTCC | Dániel Nagy       | MAR 1 11† | MAR 2 14  | ITA 1 10  | ITA 2 Rit | UNG 1 13 | UNG 2 Rit | GER 1 14 | GER 2 Rit | POR 1 13 | POR 2 14  | ARG 1 12  | ARG 2 14 | CIN 1 SQ  | CIN 2 SQ  | GPN 1 15 | GPN 2 14  | MAC 1 15 | MAC 2 11  | QAT 1 15 | QAT 2 13   |           |           |          |           | 19° | 1     | 6° | 61    |

### Coppa del mondo turismo
| Anno | Vettura                    | Pilota                 | 1         | 2         | 3         | 4         | 5         | 6         | 7         | 8         | 9         | 10        | 11        | 12        | 13       | 14        | 15        | 16        | 17       | 18        | 19        | 20        | 21        | 22        | 23        | 24        | 25       | 26        | 27       | 28        | 29        | 30        | PP  | Punti | PS  | Punti |
| ---- | -------------------------- | ---------------------- | --------- | --------- | --------- | --------- | --------- | --------- | --------- | --------- | --------- | --------- | --------- | --------- | -------- | --------- | --------- | --------- | -------- | --------- | --------- | --------- | --------- | --------- | --------- | --------- | -------- | --------- | -------- | --------- | --------- | --------- | --- | ----- | --- | ----- |
| 2018 | CUPRA TCR                  | Norbert Nagy           | MAR 1 16  | MAR 2 16  | MAR 3 15  | UNG 1 Rit | UNG 2 11  | UNG 3 11  | GER 1 21  | GER 2 17  | GER 3 17  | OLA 1 17  | OLA 2 20  | OLA 3 17  | POR 1 14 | POR 2 13  | POR 3 Rit | SVC 1 11  | SVC 2    | SVC 3 Rit | NIN 1 Rit | NIN 2 20† | NIN 3 15  | WUH 1 Rit | WUH 2 Rit | WUH 3 16  | GPN 1 22 | GPN 2 21  | GPN 3 17 | MAC 1 23† | MAC 2 23† | MAC 3 20  | 25° | 18    | 12° | 29    |
| 2018 | CUPRA TCR                  | Zsolt Szabó            | MAR 1 17  | MAR 2 Rit | MAR 3 Rit | UNG 1 21  | UNG 2 9   | UNG 3 Rit | GER 1 Rit | GER 2 Rit | GER 3 NP  | OLA 1 16  | OLA 2 17  | OLA 3 Rit | POR 1 15 | POR 2 Rit | POR 3 NP  | SVC 1 24† | SVC 2 19 | SVC 3 9   | NIN 1 Rit | NIN 2 Rit | NIN 3 21† | WUH 1 20† | WUH 2 17  | WUH 3 Rit | GPN 1 21 | GPN 2 Rit | GPN 3 NP | MAC 1 NQ  | MAC 2 22  | MAC 3 24† | 31° | 4     | 12° | 29    |
| 2019 | CUPRA TCR                  | Tamás Tenke            | MAR 1     | MAR 2     | MAR 3     | UNG 1 21  | UNG 2 18  | UNG 3 23  | SVC 1     | SVC 2     | SVC 3     | OLA 1     | OLA 2     | OLA 3     | GER 1    | GER 2     | GER 3     | POR 1     | POR 2    | POR 3     | NIN 1     | NIN 2     | NIN 3     | GPN 1     | GPN 2     | GPN 3     | MAC 1    | MAC 2     | MAC 3    | MAL 1     | MAL 2     | MAL 3     | NC  | 0     | NC  | 0     |
| 2020 | CUPRA Leon Competiciòn TCR | Mikel Azcona           | BEL 1 16  | BEL 2 11  | GER 1 Rit | GER 2 4   | SVC 1 8   | SVC 2 4   | SVC 3 5   | UNG 1 6   | UNG 2 Rit | UNG 3 4   | SPA 1 4   | SPA 2 1   | SPA 3 7  | ARA 1 5   | ARA 2 3   | ARA 3 5   |          |           |           |           |           |           |           |           |          |           |          |           |           |           | 7°  | 168   | 5°  | 185   |
| 2020 | CUPRA Leon Competiciòn TCR | Bence Boldizs          | BEL 1 17  | BEL 2 17  | GER 1 10  | GER 2 13  | SVC 1 21† | SVC 2 13  | SVC 3 NC  | UNG 1 16  | UNG 2 6   | UNG 3 17  | SPA 1 9   | SPA 2 NP  | SPA 3 15 | ARA 1 17  | ARA 2 Rit | ARA 3 16  |          |           |           |           |           |           |           |           |          |           |          |           |           |           | 18° | 35    | 5°  | 185   |
| 2020 | CUPRA Leon Competiciòn TCR | Gábor Kismarty-Lechner | BEL 1 19  | BEL 2 18  | GER 1 11  | GER 2 14  | SVC 1 20  | SVC 2 17  | SVC 3 16  | UNG 1 19  | UNG 2 16  | UNG 3 21  | SPA 1 18  | SPA 2 17† | SPA 3 13 | ARA 1 Rit | ARA 2 14  | ARA 3 19  |          |           |           |           |           |           |           |           |          |           |          |           |           |           | 20° | 17    | 5°  | 185   |
| 2021 | CUPRA Leon Competiciòn TCR | Mikel Azcona           | GER 1 16  | GER 2 Rit | POR 1 10  | POR 2 Rit | SPA 1 2   | SPA 2 11  | UNG 1 2   | UNG 2 3   | CEC 1 7   | CEC 2     | FRA 1 13  | FRA 2 14  | ITA 1 11 | ITA 2 11  | RUS 1     | RUS 2 Rit |          |           |           |           |           |           |           |           |          |           |          |           |           |           | 7°  | 158   | 7°  | 231   |
| 2021 | CUPRA Leon Competiciòn TCR | Robert Huff            | GER 1 Rit | GER 2 Rit | POR 1 9   | POR 2 10  | SPA 1 Rit | SPA 2 9   | UNG 1 Rit | UNG 2 18  | CEC 1 8   | CEC 2 Rit | FRA 1 NC  | FRA 2 15  | ITA 1 13 | ITA 2 9   | RUS 1 Rit | RUS 2 1   |          |           |           |           |           |           |           |           |          |           |          |           |           |           | 18° | 73    | 7°  | 231   |
| 2021 | CUPRA Leon Competiciòn TCR | Jordi Gené             | GER 1 18  | GER 2 Rit | POR 1 14  | POR 2 15  | SPA 1 14  | SPA 2 Rit | UNG 1 16  | UNG 2 17  | CEC 1 NP  | CEC 2 NP  | FRA 1 Rit | FRA 2 18  | ITA 1 20 | ITA 2 17  | RUS 1 15  | RUS 2 12  |          |           |           |           |           |           |           |           |          |           |          |           |           |           | 19° | 10    | 10° | 19    |
| 2021 | CUPRA Leon Competiciòn TCR | Bence Boldizs          | GER 1 19  | GER 2 13  | POR 1 18  | POR 2 19  | SPA 1 SQ  | SPA 2 16  | UNG 1 17  | UNG 2 19  | CEC 1 14  | CEC 2 13  | FRA 1 16  | FRA 2 19  | ITA 1 18 | ITA 2 16  | RUS 1 17  | RUS 2 Rit |          |           |           |           |           |           |           |           |          |           |          |           |           |           | 9°  | 141   | 10° | 19    |

### Coppa europea turismo
| Anno | Vettura             | Pilota       | 1        | 2         | 3         | 4         | 5         | 6         | 7         | 8         | 9        | 10       | 11        | 12      | PP  | Punti |
| ---- | ------------------- | ------------ | -------- | --------- | --------- | --------- | --------- | --------- | --------- | --------- | -------- | -------- | --------- | ------- | --- | ----- |
| 2013 | SEAT León Supercopa | Norbert Nagy | MON 1 18 | MON 2 11  | SVK 1 7   | SVK 2 7   | SAL 1 8   | SAL 2 4   | PER 1 9   | PER 2 12  | BRN 1 12 | BRN 2 11 |           |         | 7°  | 32    |
| 2013 | SEAT León Supercopa | Ferenc Ficza | MON 1 13 | MON 2 6   | SVK 1 Rit | SVK 2 NP  | SAL 1 NC  | SAL 2 Rit | PER 1 13  | PER 2 14  | BRN 1 5  | BRN 2 5  |           |         | 8°  | 29    |
| 2015 | SEAT León Cup Racer | Ferenc Ficza | HUN 1    | HUN 2     | SVK 1 20† | SVK 2 Rit | PRI 1     | PRI 2     | BRN 1     | BRN 2     | ZOL 1    | ZOL 2    | MON 1     | MON 2   | 7°  | 18    |
| 2015 | SEAT León Cup Racer | Norbert Tóth | HUN 1    | HUN 2     | SVK 1 4   | SVK 2 Rit | PRI 1     | PRI 2     | BRN 1     | BRN 2     | ZOL 1    | ZOL 2    | MON 1     | MON 2   | 10° | 5     |
| 2016 | SEAT León Cup Racer | Norbert Nagy | LEC 1 4  | LEC 2 3   | SVK 1 4   | SVK 2 7   | NÜR 1 Rit | NÜR 2 NP  | VIL 1 11† | VIL 2 3   | MAG 1 3  | MAG 2 5  | IMO 1 6   | IMO 2 8 | 3°  | 58    |
| 2017 | SEAT León TCR       | Norbert Nagy | ITA 1 5  | ITA 2 4   | HUN 1 3   | HUN 2 3   | NÜR 1 4   | NÜR 2 5   | VIL 1 2   | VIL 2 Rit | ZOL 1 3  | ZOL 2 4  | MOS 1 2   | MOS 2 3 | 2°  | 73    |
| 2017 | SEAT León TCR       | Zsolt Szabó  | ITA 1 6  | ITA 2 Rit | HUN 1 2   | HUN 2 Rit | NÜR 1 10  | NÜR 2 7   | VIL 1 7   | VIL 2 1   | ZOL 1    | ZOL 2    | MOS 1     | MOS 2   | 8°  | 23    |
| 2017 | SEAT León TCR       | Anett György | ITA 1 NP | ITA 2 NP  | HUN 1 9   | HUN 2 9   | NÜR 1 7   | NÜR 2 Rit | VIL 1 10  | VIL 2 10  | ZOL 1 7  | ZOL 2 7  | MOS 1 Rit | MOS 2 9 | 16° | 5     |

### TCR International Series
| Anno | Vettura             | Pilota       | 1       | 2         | 3        | 4        | 5        | 6        | 7        | 8        | 9        | 10       | 11       | 12       | 13       | 14        | 15        | 16       | 17    | 18    | 19    | 20    | 21    | 22    | PP  | Punti | PS  | Punti |
| ---- | ------------------- | ------------ | ------- | --------- | -------- | -------- | -------- | -------- | -------- | -------- | -------- | -------- | -------- | -------- | -------- | --------- | --------- | -------- | ----- | ----- | ----- | ----- | ----- | ----- | --- | ----- | --- | ----- |
| 2015 | SEAT León Cup Racer | Ferenc Ficza | MAL 1 9 | MAL 2 10† | CIN 1    | CIN 2    | SPA 1    | SPA 2    | POR 1    | POR 2    | ITA 1    | ITA 2    | SAL 1    | SAL 2    | RUS 1    | RUS 2     | RBR 1     | RBR 2    | SIN 1 | SIN 2 | MAC 1 | MAC 2 | MAC 1 | MAC 2 | 34° | 3     | 6°  | 33    |
| 2015 | SEAT León Cup Racer | Norbert Tóth | MAL 1   | MAL 2     | CIN 1 8  | CIN 2 12 | SPA 1    | SPA 2    | POR 1    | POR 2    | ITA 1    | ITA 2    | SAL 1    | SAL 2    | RUS 1    | RUS 2     | RBR 1     | RBR 2    | SIN 1 | SIN 2 | MAC 1 | MAC 2 | MAC 1 | MAC 2 | 32° | 4     | 6°  | 33    |
| 2015 | SEAT León Cup Racer | Zsolt Szabó  | MAL 1   | MAL 2     | CIN 1    | CIN 2    | SPA 1    | SPA 2    | POR 1    | POR 2    | ITA 1 8  | ITA 2 7  | SAL 1 11 | SAL 2 NP | RUS 1    | RUS 2     | RBR 1     | RBR 2    | SIN 1 | SIN 2 | MAC 1 | MAC 2 | MAC 1 | MAC 2 | 24° | 10    | 6°  | 33    |
| 2015 | SEAT León Cup Racer | Dániel Nagy  | MAL 1   | MAL 2     | CIN 1    | CIN 2    | SPA 1    | SPA 2    | POR 1    | POR 2    | ITA 1    | ITA 2    | SAL 1    | SAL 2    | RUS 1    | RUS 2     | RBR 1 Rit | RBR 2 NP | SIN 1 | SIN 2 | MAC 1 | MAC 2 | MAC 1 | MAC 2 | 36° | 3     | 6°  | 33    |
| 2015 | SEAT León Cup Racer | Davide Roda  | MAL 1   | MAL 2     | CIN 1    | CIN 2    | SPA 1    | SPA 2    | POR 1    | POR 2    | ITA 1 NP | ITA 2 NP | SAL 1    | SAL 2    | RUS 1    | RUS 2     | RBR 1     | RBR 2    | SIN 1 | SIN 2 | MAC 1 | MAC 2 | MAC 1 | MAC 2 | NC  | 0     | 6°  | 33    |
| 2017 | Kia Cee'd TCR       | Ferenc Ficza |         |           |          |          |          |          |          |          |          |          | UNG 1 19 | UNG 2 14 | GER 1 12 | GER 2 10† | THA 1     | THA 2    | CIN 1 | CIN 2 | EAU 1 | EAU 2 |       |       | 17° | 32    | 16° | 1     |
| 2017 | SEAT León TCR       | Ferenc Ficza | GEO 1 2 | GEO 2 13† | BHR 1 11 | BHR 2 6  | BEL 1 14 | BEL 2 14 | ITA 1 10 | ITA 2 10 | AUT 1 NP | AUT 2 NP |          |          |          |           |           |          |       |       |       |       |       |       | 17° | 32    | 16° | 1     |
| 2017 | SEAT León TCR       | Dániel Nagy  | GEO 1   | GEO 2     | BHR 1    | BHR 2    | BEL 1    | BEL 2    | ITA 1    | ITA 2    | AUT 1    | AUT 2    | UNG 1 15 | UNG 2 NP | GER 1    | GER 2     | THA 1     | THA 2    | CIN 1 | CIN 2 | EAU 1 | EAU 2 |       |       | NC  | 0     | 16° | 1     |
| 2017 | SEAT León Cup Racer | Anett György | GEO 1   | GEO 2     | BHR 1    | BHR 2    | BEL 1    | BEL 2    | ITA 1    | ITA 2    | AUT 1    | AUT 2    | UNG 1 18 | UNG 2 17 | GER 1    | GER 2     | THA 1     | THA 2    | CIN 1 | CIN 2 | EAU 1 | EAU 2 |       |       | NC  | 0     | 16° | 1     |
| 2017 | SEAT León Cup Racer | Csaba Tóth   | GEO 1   | GEO 2     | BHR 1    | BHR 2    | BEL 1    | BEL 2    | ITA 1    | ITA 2    | AUT 1    | AUT 2    | UNG 1 20 | UNG 2 18 | GER 1    | GER 2     | THA 1     | THA 2    | CIN 1 | CIN 2 | EAU 1 | EAU 2 |       |       | NC  | 0     | 16° | 1     |

### TCR Europe Touring Car Series
| Anno | Vettura                    | Pilota       | 1       | 2       | 3        | 4         | 5        | 6        | 7         | 8         | 9         | 10        | 11       | 12       | 13       | 14        | PP  | Punti | PS  | Punti |
| ---- | -------------------------- | ------------ | ------- | ------- | -------- | --------- | -------- | -------- | --------- | --------- | --------- | --------- | -------- | -------- | -------- | --------- | --- | ----- | --- | ----- |
| 2018 | CUPRA TCR                  | Ferenc Ficza | LEC 1   | LEC 2   | ZAN 1    | ZAN 2     | SPA 1    | SPA 2    | HUN 1 Rit | HUN 2 9   | ASS 1     | ASS 2     | MNZ 1    | MNZ 2    | CAT 1    | CAT 2     | 25° | 2     | 16° | 2     |
| 2019 | CUPRA TCR                  | Tamás Tenke  | HUN 1   | HUN 2   | HOC 1 25 | HOC 2 25† | SPA 1 21 | SPA 2 12 | RBR 1 15  | RBR 2 Rit | OSC 1 Rit | OSC 2 Rit | CAT 1 11 | CAT 2 20 | MNZ 1 27 | MNZ 2 Rit | 29° | 17    | 17° | 21    |
| 2021 | CUPRA Leon Competiciòn TCR | Dániel Nagy  | SVK 1 3 | SVK 2 5 | LEC 1    | LEC 2     | ZAN 1    | ZAN 2    | SPA 1     | SPA 2     | NÜR 1     | NÜR 2     | MNZ 1    | MNZ 2    | CAT 1    | CAT 2     | 18° | 60    | 9°  | 61    |